# 秋分
- 立春
- 雨水
- 惊蛰
- 春分
- 清明
- 谷雨
- 立夏
- 小满
- 芒种
- 夏至
- 小暑
- 大暑
- 立秋
- 处暑
- 白露
- 秋分
- 寒露
- 霜降
- 立冬
- 小雪
- 大雪
- 冬至
- 小寒
- 大寒

| 歲   | 開始             | 結束             |
| ---- | ---------------- | ---------------- |
| 辛巳 | 2001-09-22 23:04 | 2001-10-08 05:25 |
| 壬午 | 2002-09-23 04:55 | 2002-10-08 11:09 |
| 癸未 | 2003-09-23 10:46 | 2003-10-08 17:00 |
| 甲申 | 2004-09-22 16:29 | 2004-10-07 22:49 |
| 乙酉 | 2005-09-22 22:23 | 2005-10-08 04:33 |
| 丙戌 | 2006-09-23 04:03 | 2006-10-08 10:21 |
| 丁亥 | 2007-09-23 09:51 | 2007-10-08 16:11 |
| 戊子 | 2008-09-22 15:44 | 2008-10-07 21:56 |
| 己丑 | 2009-09-22 21:18 | 2009-10-08 03:40 |
| 庚寅 | 2010-09-23 03:09 | 2010-10-08 09:26 |
| 辛卯 | 2011-09-23 09:04 | 2011-10-08 15:19 |
| 壬辰 | 2012-09-22 14:48 | 2012-10-07 21:11 |
| 癸巳 | 2013-09-22 20:44 | 2013-10-08 02:58 |
| 甲午 | 2014-09-23 02:29 | 2014-10-08 08:47 |
| 乙未 | 2015-09-23 08:20 | 2015-10-08 14:42 |
| 丙申 | 2016-09-22 14:21 | 2016-10-07 20:33 |
| 丁酉 | 2017-09-22 20:01 | 2017-10-08 02:22 |
| 戊戌 | 2018-09-23 01:54 | 2018-10-08 08:14 |
| 己亥 | 2019-09-23 07:50 | 2019-10-08 14:05 |
| 庚子 | 2020-09-22 13:30 | 2020-10-07 19:55 |
| 辛丑 | 2021-09-22 19:21 | 2021-10-08 01:39 |
| 壬寅 | 2022-09-23 01:03 | 2022-10-08 07:22 |
| 癸卯 | 2023-09-23 06:50 | 2023-10-08 13:15 |
| 甲辰 | 2024-09-22 12:44 | 2024-10-07 19:00 |

數據來源：噴氣推進實驗室線上曆書系統
秋分，是二十四节气之一，每年9月23日前后，斗指酉，太阳到达黄经180°（秋分點）时开始。《月令七十二候集解》：“八月中，解见秋分”、“分者平也，此當九十日之半，故謂之分。”分就是半，这是秋季九十天的中分点。

## 地球上的现象
阳光几乎直射赤道，此后太阳直射点继续南移，故秋分也称降分。
秋分时，全球昼夜等长。秋分之后，北半球各地昼渐短夜渐长，南半球各地昼渐长夜渐短，秋分日之后，北极附近极夜范围由北極點開始渐大，南极附近极昼范围由南極點開始渐大。
中國古籍《春秋繁露、陰陽出入上下篇》中說：「秋分者，陰陽相半也，故晝夜均而寒暑平。」「秋分」的意思有二：一是太陽在這時到達黃徑180度，一天24小時晝夜均分，各12小時；二是按中國古代以立春、立夏、立秋、立冬為四季開始的季節劃分法，秋分日居秋季90天之中，平分了秋季。 秋分以後，氣溫逐漸降低，所以有「白露秋分夜，一夜冷一夜」、「一場秋雨一場寒，十場秋雨穿上棉」和「八月雁門開，雁兒腳下帶霜來」的說法。
秋分也是美好宜人的時節，風和日麗，秋高氣爽，丹桂飄香。春種秋收，唐詩人李紳的《憫農》說春種一粒粟，秋收萬顆子，春天開花，秋天結果。秋分時節結果累累，螃蟹魚蝦肥美，金菊正黃。秋分也是種麥正當時，農業生產上重要的節氣。南方此時才剛變冷，則可以繼續農作，延續到秋天結束霜降為止。

## 物候
- 一候雷始收聲：鮑氏曰：雷，二月陽中發聲，八月陰中收聲，入地則萬物隨入也。
- 二候蟄蟲培戶：淘瓦之泥曰壞，細泥也，按《禮記》注曰：壞，益其蟄穴之戶，使通明處稍小，至寒甚，乃墐塞之也。
- 三候水始涸：《禮記》注曰：「水本氣之所為」，春夏氣至，故長，秋冬氣返，故涸也。

§ 即不再會有夏季雷電交加的情況，春天出現的昆蟲亦會減少出現，而因水氣不再充沛，天氣亦會開始變得乾燥。

## 节气养生
《黃帝內經•素問》曰：「秋三月，早臥早起，與雞俱興。」起居作息應相應調整。

## 节假日
秋分在日本是國定假日，稱為「秋分之日」（日语：秋分の日）。
自2018年起，中华人民共和国将每年农历秋分设立为中国农民丰收节。

## 外部連結
- 中國天氣網 秋分專題 （页面存档备份，存于）